# Sony Open Tennis 2013
Sony Open Tennis 2013 byl tenisový turnaj na profesionálním okruhu mužů ATP World Tour a žen WTA Tour, hraný v Tenisovém centru Crandon Parku na dvorcích s tvrdým povrchem Laykold. Dvacátý devátý ročník Miami Masters probíhal mezi 18. a 31. březnem 2013 ve floridském ostrovním městě Key Biscayne.
Mužská polovina dotovaná 5 185 625 dolarů se řadila do kategorie ATP World Tour Masters 1000. Ženská část s identickým rozpočtem patřila do kategorie Premier Mandatory. Nejvýše nasazenými singlisty se staly světové jedničky, Srb Novak Djoković a Američanka Serena Williamsová. Jako poslední přímí účastníci do dvouher nastoupili německý 89. hráč žebříčku Tobias Kamke a 78. žena klasifikace Camila Giorgiová z Itálie.
Rekordní šestý titul na turnaji získala světová jednička Serena Williamsová, čímž překonala pět trofejí Steffi Grafové.

## Rozdělení bodů a finančních odměn

### Rozdělení bodů
| Soutěž       | vítězové | finalisté | semifinalisté | čtvrtfinalisté | 16 v kole | 32 v kole | 64 v kole | 96 v kole | Q  | Q2 | Q1 |
| ------------ | -------- | --------- | ------------- | -------------- | --------- | --------- | --------- | --------- | -- | -- | -- |
| dvouhra mužů | 1000     | 600       | 360           | 180            | 90        | 45        | 25        | 10        | 16 | 8  | 0  |
| čtyřhra mužů | 1000     | 600       | 360           | 180            | 90        | 45        | 0         | —         | —  | —  | —  |
| dvouhra žen  | 1000     | 700       | 450           | 250            | 140       | 80        | 50        | 5         | 30 | 20 | 1  |
| čtyřhra žen  | 1000     | 700       | 450           | 250            | 140       | 80        | 5         | —         | —  | —  | —  |

### Finanční odměny
| Soutěž                                  | vítězové  | finalisté | semifinalisté | čtvrtfinalisté | 16 v kole | 32 v kole | 64 v kole | 96 v kole | Q2      | Q1      |
| --------------------------------------- | --------- | --------- | ------------- | -------------- | --------- | --------- | --------- | --------- | ------- | ------- |
| dvouhra mužů                            | 719 160 $ | 350 970 $ | 175 900 $     | 89 670 $       | 47 270 $  | 25 300 $  | 13 660 $  | 8 370 $   | 2 500 $ | 1 275 $ |
| dvouhra žen                             | 724 000 $ | 353 200 $ | 177 000 $     | 90 250 $       | 47 575 $  | 25 450 $  | 13 750 $  | 8 425 $   | 2 515 $ | 1 285 $ |
| čtyřhra mužů                            | 235 640 $ | 115 000 $ | 57 640 $      | 29 370 $       | 15 490 $  | 8 290 $   | —         | —         | —       | —       |
| čtyřhra žen                             | 245 000 $ | 122 997 $ | 58 000 $      | 29 547 $       | 14 090 $  | 8 140 $   | —         | —         | —       | —       |
| částky ve čtyřhrách jsou uvedeny na pár |           |           |               |                |           |           |           |           |         |         |

## Mužská dvouhra

### Nasazení

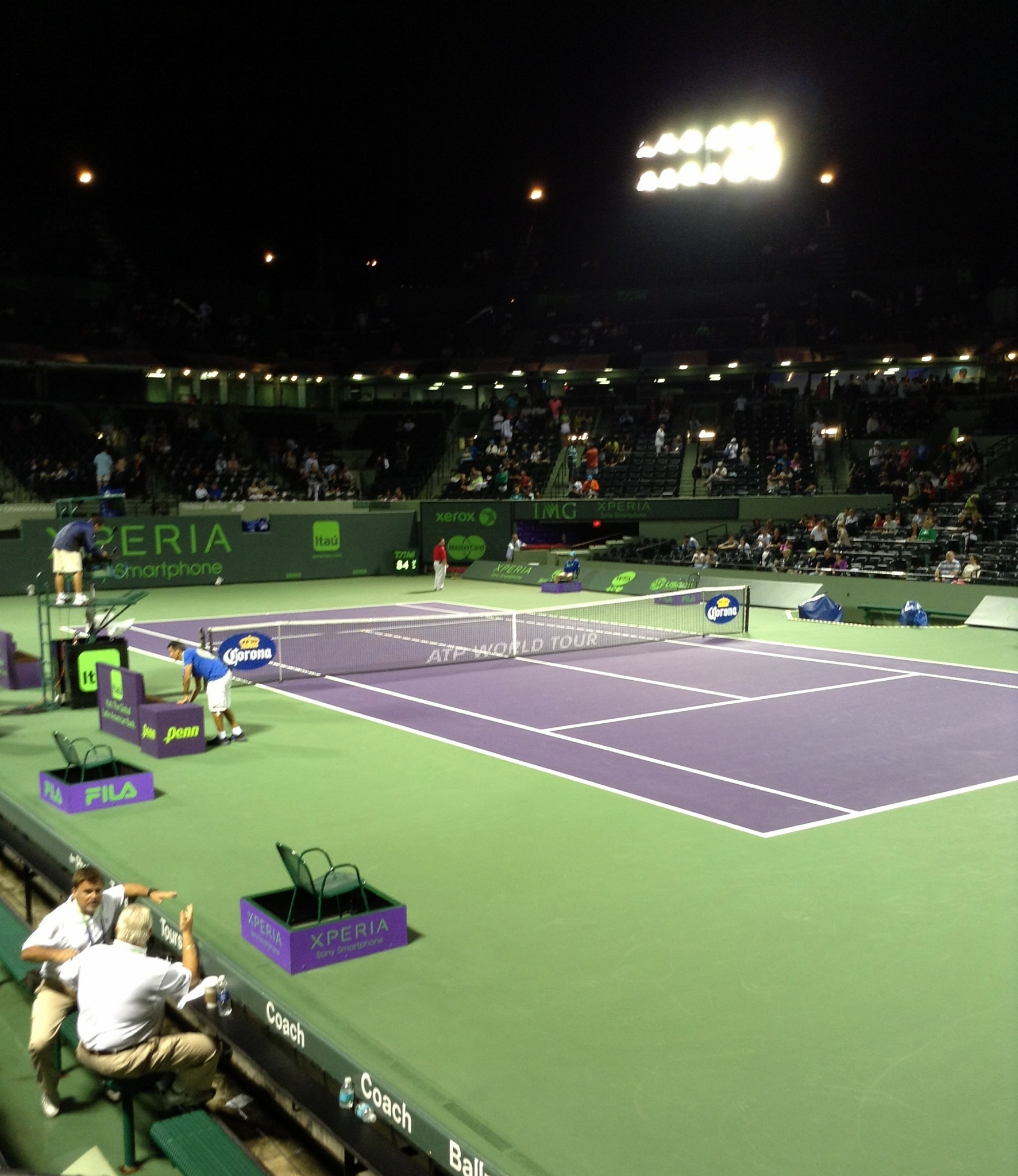
Centrální dvorec před utkáním dvouhry mezi Jamesem Blakem a Ryanem Harrisonem

| Stát                           | Hráč                  | ATP1) | Nasazení |
| ------------------------------ | --------------------- | ----- | -------- |
| Srbsko                         | Novak Djoković        | 1.    | 1.       |
| Spojené království             | Andy Murray           | 3.    | 2.       |
| Španělsko                      | David Ferrer          | 5.    | 3.       |
| Česko                          | Tomáš Berdych         | 6.    | 4.       |
| Argentina                      | Juan Martín del Potro | 7.    | 5.       |
| Francie                        | Jo-Wilfried Tsonga    | 8.    | 6.       |
| Srbsko                         | Janko Tipsarević      | 9.    | 7.       |
| Francie                        | Richard Gasquet       | 10.   | 8.       |
| Chorvatsko                     | Marin Čilić           | 11.   | 9.       |
| Španělsko                      | Nicolás Almagro       | 12.   | 10.      |
| Francie                        | Gilles Simon          | 13.   | 11.      |
| Argentina                      | Juan Mónaco           | 14.   | 12.      |
| Japonsko                       | Kei Nišikori          | 15.   | 13.      |
| Kanada                         | Milos Raonic          | 16.   | 14.      |
| Německo                        | Tommy Haas            | 18.   | 15.      |
| Itálie                         | Andreas Seppi         | 19.   | 16.      |
| USA                            | Sam Querrey           | 20.   | 17.      |
| Německo                        | Philipp Kohlschreiber | 21.   | 18.      |
| Ukrajina                       | Alexandr Dolgopolov   | 22.   | 19.      |
| USA                            | John Isner            | 23.   | 20.      |
| Polsko                         | Jerzy Janowicz        | 24.   | 21.      |
| Francie                        | Jérémy Chardy         | 25.   | 22.      |
| Německo                        | Florian Mayer         | 26.   | 23.      |
| Francie                        | Julien Benneteau      | 27.   | 24.      |
| Španělsko                      | Fernando Verdasco     | 28.   | 25.      |
| Jižní Afrika                   | Kevin Anderson        | 29.   | 26.      |
| Slovensko                      | Martin Kližan         | 30.   | 27.      |
| Rusko                          | Michail Južnyj        | 31.   | 28.      |
| Bulharsko                      | Grigor Dimitrov       | 32.   | 29.      |
| Španělsko                      | Feliciano López       | 34.   | 30.      |
| Španělsko                      | Marcel Granollers     | 35.   | 31.      |
| Itálie                         | Fabio Fognini         | 36.   | 32.      |
| Žebříček ATP k 18. březnu 2013 |                       |       |          |

### Jiné formy účasti
Následující hráčí obdrželi divokou kartu do hlavní soutěže:
- James Blake
- Christian Harrison
- Lleyton Hewitt
- Denis Kudla
- Guido Pella

Následující hráči postoupili z kvalifikace:
- Marius Copil
- Frank Dancevic
- Thiemo de Bakker
- Marc Gicquel
- Robby Ginepri
- Jan Hájek
- Rajeev Ram
- Olivier Rochus
- Guillaume Rufin
- Dudi Sela
- Tim Smyczek
- Daniel Brands – jako šťastný poražený
- Édouard Roger-Vasselin – jako šťastný poražený

#### Odhlášení
před zahájením turnajem
- Marcos Baghdatis
- Brian Baker
- Roger Federer
- Mardy Fish
- Paul-Henri Mathieu
- Rafael Nadal
- Radek Štěpánek
- Stanislas Wawrinka
- Roger Federer
- Rafael Nadal

v průběhu turnaje
- Milos Raonic
- Dmitrij Tursunov

#### Skrečování
- Roberto Bautista-Agut
- Carlos Berlocq
- Simone Bolelli
- Tacuma Itó
- Andrej Kuzněcov
- Leonardo Mayer

## Mužská čtyřhra

### Nasazení
| Stát                                                                                     | Hráč                | Stát       | Hráč              | ATP1 | Nasazení |
| ---------------------------------------------------------------------------------------- | ------------------- | ---------- | ----------------- | ---- | -------- |
| USA                                                                                      | Bob Bryan           | USA        | Mike Bryan        | 2.   | 1.       |
| Španělsko                                                                                | Marcel Granollers   | Španělsko  | Marc López        | 7.   | 2.       |
| Indie                                                                                    | Maheš Bhúpatí       | Kanada     | Daniel Nestor     | 15.  | 3.       |
| Bělorusko                                                                                | Max Mirnyj          | Rumunsko   | Horia Tecău       | 16.  | 4.       |
| Švédsko                                                                                  | Robert Lindstedt    | Srbsko     | Nenad Zimonjić    | 25.  | 5.       |
| Pákistán                                                                                 | Ajsám Kúreší        | Nizozemsko | Jean-Julien Rojer | 27.  | 6.       |
| Rakousko                                                                                 | Alexander Peya      | Brazílie   | Bruno Soares      | 33.  | 7.       |
| Polsko                                                                                   | Mariusz Fyrstenberg | Polsko     | Marcin Matkowski  | 44.  | 8.       |
| Žebříček ATP k 18. březnu 2013; číslo je součtem žebříčkového postavení obou členů páru. |                     |            |                   |      |          |

### Jiné formy účasti
Následující páry obdržely divokou kartu do hlavní soutěže:
- Christian Harrison /  Ryan Harrison
- Lleyton Hewitt /  Bernard Tomic

## Ženská dvouhra

### Nasazení
| Stát                           | Hráčka                     | WTA1) | Nasazení |
| ------------------------------ | -------------------------- | ----- | -------- |
| USA                            | Serena Williamsová         | 1.    | 1.       |
| Bělorusko                      | Viktoria Azarenková        | 3.    | 2.       |
| Rusko                          | Maria Šarapovová           | 2.    | 3.       |
| Polsko                         | Agnieszka Radwańská        | 4.    | 4.       |
| Čína                           | Li Na                      | 5.    | 5.       |
| Německo                        | Angelique Kerberová        | 6.    | 6.       |
| Česko                          | Petra Kvitová              | 7.    | 7.       |
| Itálie                         | Sara Erraniová             | 8.    | 8.       |
| Dánsko                         | Caroline Wozniacká         | 10.   | 9.       |
| Francie                        | Marion Bartoliová          | 11.   | 10.      |
| Rusko                          | Naděžda Petrovová          | 12.   | 11.      |
| Srbsko                         | Ana Ivanovićová            | 13.   | 12.      |
| Slovensko                      | Dominika Cibulková         | 14.   | 13.      |
| Rusko                          | Maria Kirilenková          | 15.   | 14.      |
| Itálie                         | Roberta Vinciová           | 16.   | 15.      |
| USA                            | Sloane Stephensová         | 17.   | 16.      |
| Česko                          | Lucie Šafářová             | 18.   | 17.      |
| Rusko                          | Jekatěrina Makarovová      | 19.   | 18.      |
| USA                            | Venus Williamsová          | 20.   | 19.      |
| Španělsko                      | Carla Suárezová Navarrová  | 21.   | 20.      |
| Česko                          | Klára Zakopalová           | 22.   | 21.      |
| Srbsko                         | Jelena Jankovićová         | 23.   | 22.      |
| Rusko                          | Anastasija Pavljučenkovová | 24.   | 23.      |
| Německo                        | Julia Görgesová            | 25.   | 24.      |
| USA                            | Varvara Lepčenková         | 26.   | 25.      |
| Rakousko                       | Tamira Paszeková           | 27.   | 26.      |
| Německo                        | Mona Barthelová            | 28.   | 27.      |
| Rumunsko                       | Sorana Cîrsteaová          | 29.   | 28.      |
| Rusko                          | Jelena Vesninová           | 30.   | 29.      |
| Belgie                         | Kirsten Flipkensová        | 31.   | 30.      |
| Belgie                         | Yanina Wickmayerová        | 32.   | 31.      |
| Francie                        | Alizé Cornetová            | 33.   | 32.      |
| Žebříček WTA k 18. březnu 2013 |                            |       |          |

### Jiné formy účasti
Následující hráčky obdržely divokou kartu do hlavní soutěže:
- Eugenie Bouchardová
- Victoria Duvalová
- Madison Keysová
- Anett Kontaveitová
- Garbiñe Muguruzaová
- Andrea Petkovicová
- Mónica Puigová
- Ajla Tomljanovićová

Následující hráčky postoupily z kvalifikace:
- Mallory Burdetteová
- Jana Čepelová
- Melinda Czinková
- Allie Kiicková
- Bethanie Matteková-Sandsová
- Šachar Pe'erová
- Karolína Plíšková
- Julia Putincevová
- Kateřina Siniaková
- Sílvia Solerová Espinosová
- Donna Vekićová
- Stefanie Vögeleová
- Lauren Davisová – jako šťastná poražená

#### Odhlášení
před zahájením turnaje
- Petra Cetkovská
- Kaia Kanepiová
- Samantha Stosurová

v průběhu turnaje
- Venus Williamsová

#### Skrečování
- Marion Bartoliová
- Anna Tatišviliová

## Ženská čtyřhra

### Nasazení
| Stát                                                                                     | Hráčka                   | Stát       | Hráčka                      | WTA1 | Nasazení |
| ---------------------------------------------------------------------------------------- | ------------------------ | ---------- | --------------------------- | ---- | -------- |
| Itálie                                                                                   | Sara Erraniová           | Itálie     | Roberta Vinciová            | 2.   | 1.       |
| Česko                                                                                    | Andrea Hlaváčková        | Česko      | Lucie Hradecká              | 9.   | 2.       |
| Rusko                                                                                    | Naděžda Petrovová        | Slovinsko  | Katarina Srebotniková       | 15.  | 3.       |
| Rusko                                                                                    | Jekatěrina Makarovová    | Rusko      | Jelena Vesninová            | 15.  | 4.       |
| USA                                                                                      | Liezel Huberová          | Španělsko  | María José Martínez Sánchez | 24.  | 5.       |
| USA                                                                                      | Raquel Kopsová-Jonesová  | USA        | Abigail Spearsová           | 31.  | 6.       |
| USA                                                                                      | Bethanie Mattek-Sandsová | Indie      | Sania Mirzaová              | 35.  | 7.       |
| Německo                                                                                  | Julia Görgesová          | Kazachstán | Jaroslava Švedovová         | 54.  | 8.       |
| Žebříček WTA k 18. březnu 2013; číslo je součtem žebříčkového postavení obou členek páru |                          |            |                             |      |          |

### Jiné formy účasti
Následující páry obdržely divokou kartu do hlavní soutěže:
- Madison Keysová /  Ajla Tomljanovićová
- Světlana Kuzněcovová /  Flavia Pennettaová
- Garbiñe Muguruzaová /  Francesca Schiavoneová
- Lisa Raymondová /  Laura Robsonová

Následující pár nastoupil do soutěže z pozice náhradníka:
- Tatjana Maleková /  Tamarine Tanasugarnová

#### Odhlášení
- Heather Watsonová
- María José Martínezová Sánchezová

## Přehled finále

### Mužská dvouhra
- Andy Murray vs.  David Ferrer, 2–6, 6–4, 7–6(7–1)

Andy Murray získal druhý titul na turnaji.

### Ženská dvouhra
- Serena Williamsová vs.  Maria Šarapovová, 4–6, 6–3, 6–0

Serena Williamsová vyhrála rekordní šestý titul na turnaji, čímž překonala pět trofejí Steffi Grafové.

### Mužská čtyřhra
- Ajsám Kúreší /  Jean-Julien Rojer vs.  Mariusz Fyrstenberg /  Marcin Matkowski, 6–4, 6–1

### Ženská čtyřhra
- Naděžda Petrovová /  Katarina Srebotniková vs.  Lisa Raymondová /  Laura Robsonová, 6–1, 7–6(7–2)

Naděžda Petrovová obhájila deblový titul z roku 2012.